# Scandic Hotels
Scandic Hotels è una catena di alberghi fondata in Svezia nel 1963. Opera principalmente nel nord Europa con più di 280 hotel ed è posseduta dalla EQT Partners.

## Storia
Il primo hotel che avrebbe poi fatto parte della catena Scandic fu l'Esso Motor Hotel a Laxå, nella provincia di Närke, nella Svezia centrale. L'hotel aprì nel 1963 e si concentrò principalmente nell'ospitare coloro che si spostavano in automobile: per la prima volta il concetto di Motel giunse in Europa. Già nel 1972 la catena annoverava 59 hotel.

## Sostenibilità ambientale

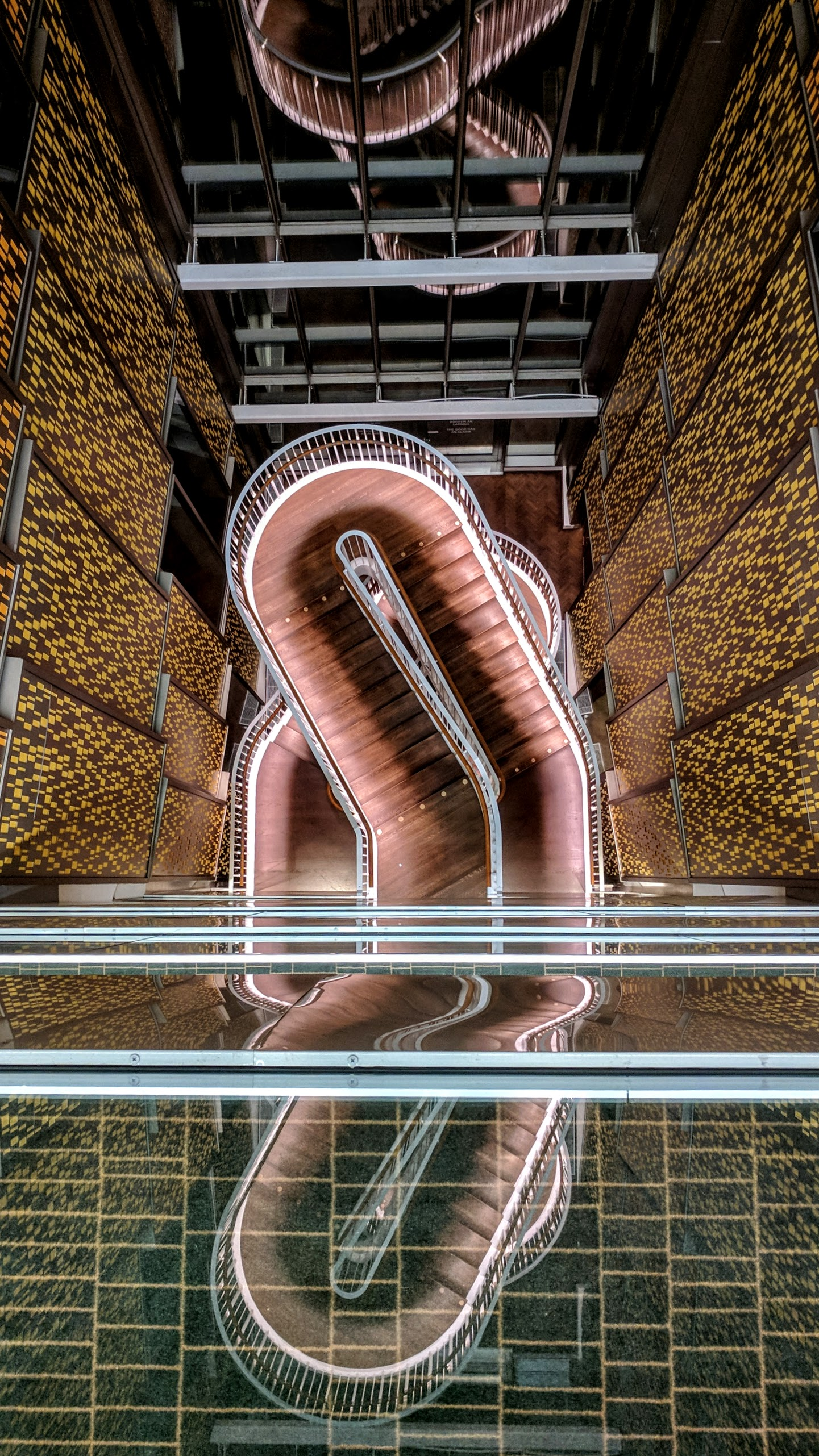
La rampa di scale allo Scandic Continental Hotel a Stoccolma.

Dal 1994 Scandic ha intrapreso una politica volta a dotare la compagnia un profilo ecosostenibile. Tutti i dipendenti ricevono lezioni sul rispetto dell'ambiente e la compagnia punta a costruire camere in modo sostenibile. Nel 2001 il servizio colazione negli hotel svedesi hanno ricevuto il certificato KRAV, garantendo la provenienza del cibo da agricoltura sostenibile.